# بیملا نایاک
بیملا نایاک (انگلیسی: Bheemla Nayak) فیلم اکشن هندی تلوگو-زبان، محصول سال ۲۰۲۲ است که توسط ساگر کی چاندرا (Saagar K Chandra) کارگردانی شده‌است. این فیلم بازساخته رسمی از فیلم آیاپان و کوشی محصول سال ۲۰۲۰ است. نقش‌های محوری فیلم را پاوان کالیان و رانا داگوباتی بازی کرده‌اند.
فیلم به‌طور عمده از ماه ژانویه ۲۰۲۰ تا فوریه ۲۰۲۲ در حیدرآباد فیلمبرداری گردید، هر چند مدتی به‌طور موقت به خاطر دنیاگیری کووید-۱۹، فیلمبرداری متوقف شد. موسیقی فیلم توسط اس. تامان ساخته شد و فیلمبرداری آن برعهده راوی کی. چاندران بود. فیلم بیملا نایاک در روز ۲۵ فوریه ۲۰۲۲ اکران شد و نقدهای مختلفی که بیشتر آنها مثبت بود را دریافت کرد. فیلم با بودجه ساختی بالغ بر ۷۵ کرور روپیه، در گیشه به فروشی بالغ بر ۱۹۳ کرور روپیه دست یافت.

## نکات
1. 1 2  تایمز هند reported the budget as ₹۷۵ crore.[۲]
2. 1 2  تایمز هند reported the gross to be 193 crores with a WW share of 102.44 crores.[۳]